# Королівська бібліотека Бельгії
Королівська бібліотека Бельгії (фр. Bibliothèque royale de Belgique, нід. Koninklijke Bibliotheek van België), неофіційно відома також як Альбертина — національна наукова бібліотека Бельгії. Основна мета бібліотеки — збирати і зберігати всі видання, які публікуються в Бельгії, а ще праці бельгійців, які живуть за кордоном. Відповідно до бельгійського законодавства про обов'язковий примірник, бібліотека одержує щонайменше один примірник кожного видання, що публікується в Бельгії.
Крім бельгійських, бібліотека містить велику кількість іноземних видань.
Бібліотека розташована в місті Брюсселі на Горі Мистецтв.

## Історія

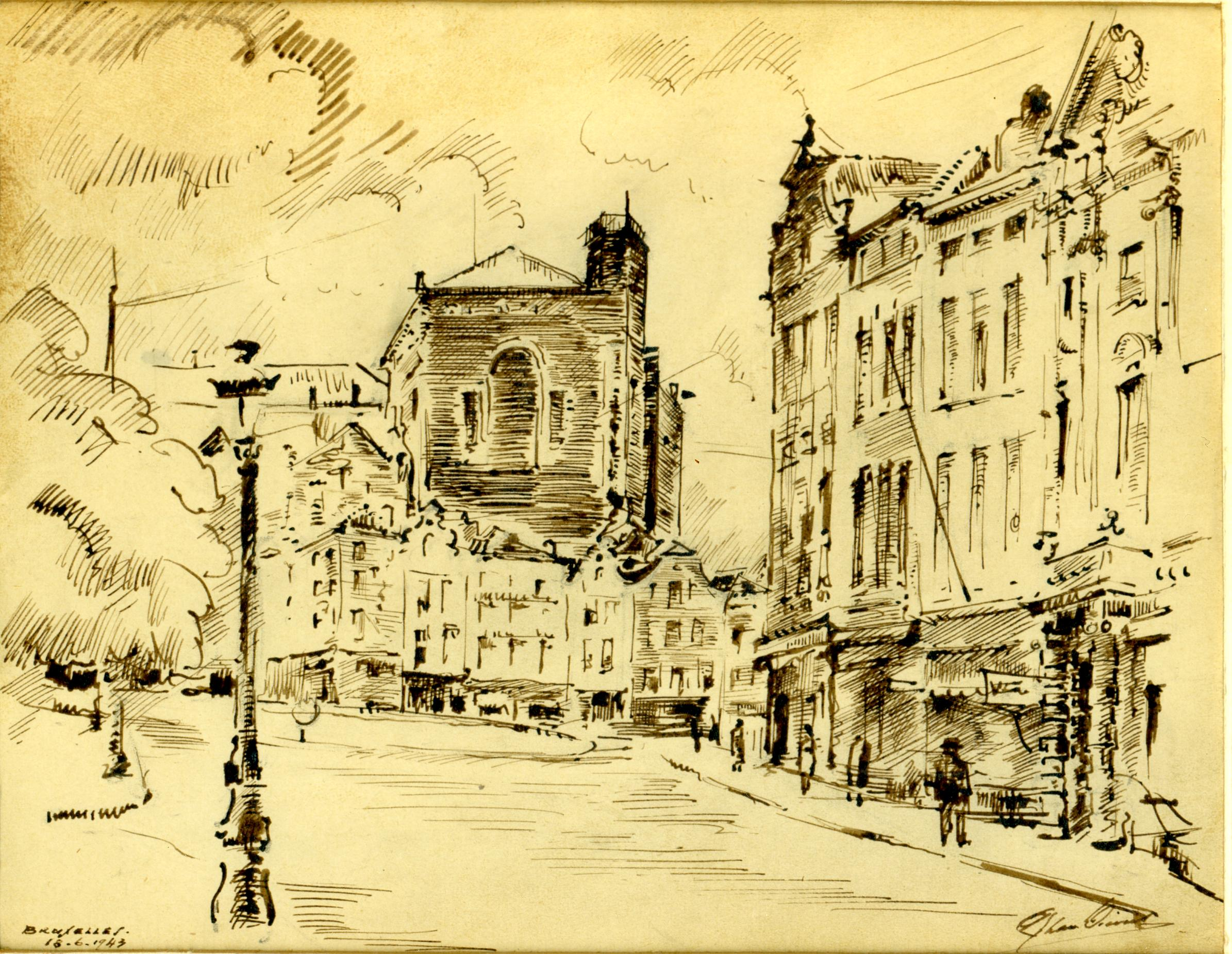
Колишня Королівська бібліотека, вид з вулиці Магдалини *малюнок Леона ван Дівута, 1943)

Історія книжкової збірки, що згодом переросла в Королівську бібліотеку, починається ще в XV столітті, коли бургундські герцоги стали збирати манускрипти. У 1559 році з наказу Філіппа II ці манускрипти було перенесено до палацу Кауденберг в Брюсселі. У 1731 році палац Кауденберг згорів, але більшу частину бібліотеки було врятовано.
Книжкова збірка кілька разів змінювала місце й приналежність.
19 червня 1837 року указом уряду було утворено Королівську бібліотеку Бельгії. Спочатку її основою стало книжкова збірка Гентського бібліофіла Карла Ван Гултема (нід. Karel Van Hulthem), що складалася з сімдесяти тисяч книг. Книжкова збірка, котру були започаткували ще буругундські герцоги, в момент заснування Королівської бібліотеки належала містові Брюсселю (з 1803 року). У 1842 році її було передано державі й долучено до Королівської бібліотеки.
У 1935 році було постановлено про будівництво нової споруди на Королівську бібліотеку. Однак через війни стали будувати тільки в 1954 році. Цей будинок, що в ньому бібліотека розміщується й тепер, було святково відкрито 17 лютого 1969 року.

## Колекції
Основна колекція містить вісім мільйонів книг, десятки тисяч газет і журналів. Зокрема, у фондах бібліотеки доступні рідкісні видання офіційного
патентного бюлетеня Королівства Бельгії, який почав виходити з 1854 року під назвою “Recueil spécial des brevets d’invention”. Крім основної, бібліотека містить шість особливих колекцій:

### Цінні видання
Цю колекцію було виділено з основної колекції після Другої світової війни. Тут містяться найцінніші та найрідкісніші видання — наприклад, інкунабули. Спеціальна колекція містить 45000 одиниць зберігання, у тому числі 3000 інкунабул.

### Карти та плани
Ця колекція містить 200 тисяч карт, атласів та глобусів. Велика частина цих документів стосується до Бельгії. Крім географічних карт, тут зберігаються астрономічні карти, а також аерофотографії.

### Музика
Музичну колекцію було засновано в 1965 році. Вона містить аудіозаписи (близько п'ятдесяти тисяч, в основному грамофонні платівки), партитури, журнали й книги про музику. Музичний відділ має свій власний концертний зал на 130 місць.

### Малюнки

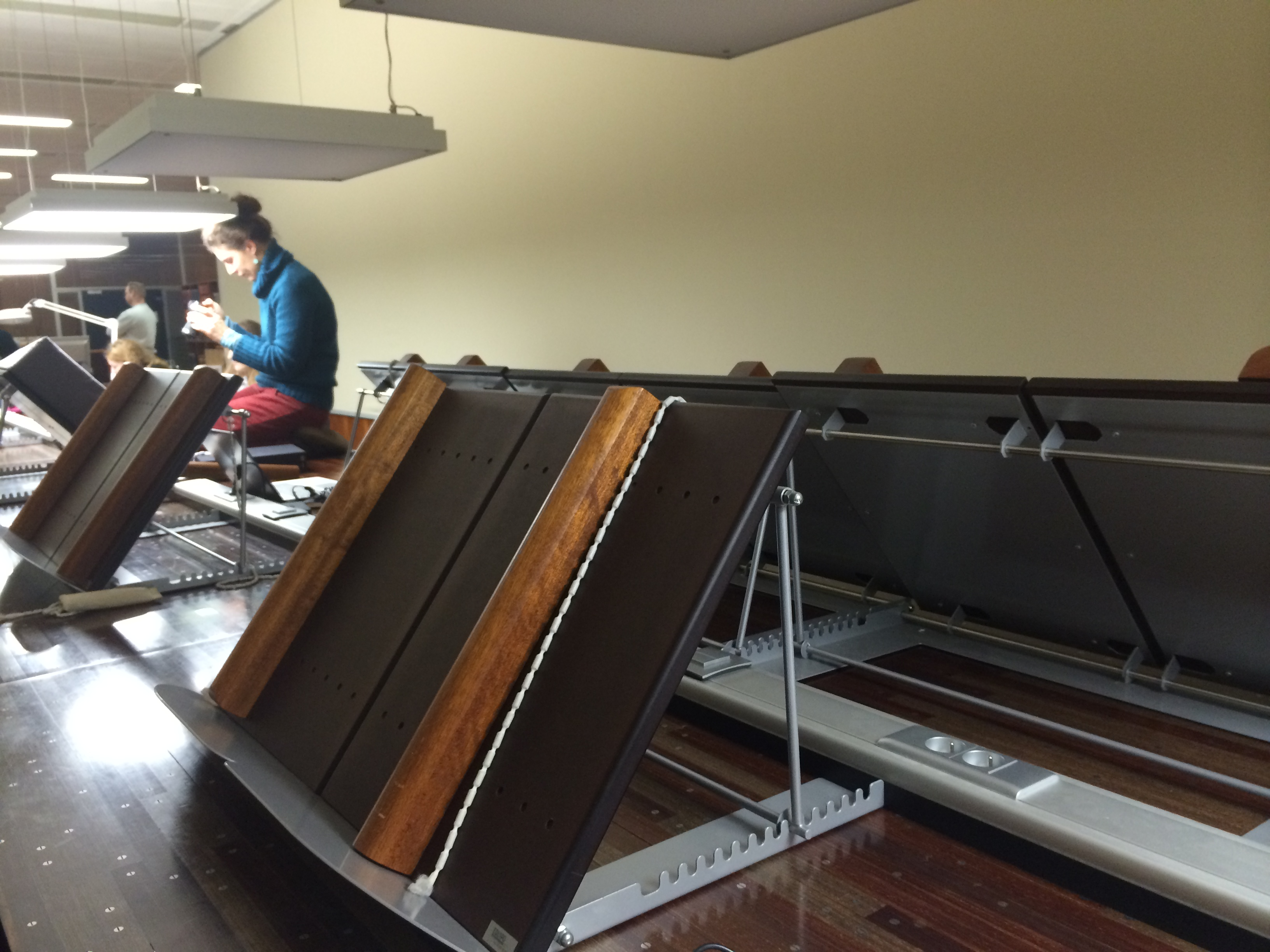
Зал манускриптів Королівської бібліотеки Бельгії, м. Брюссель

Відділ малюнків і зображень містить гравюри, фотографії, афіші, «народні картинки». Загалом сімсот тисяч одиниць зберігання.

### Рукописи
До складу колекції цього відділу входять зокрема і рукописи, зібрані бургундськими герцогами в XV столітті. Відділ містить 35000 рукописів, у тому числі чотири з половиною тисячі середньовічних.

### Монети та пам'ятні медалі
Бібліотека також має нумізматичну колекцію. Державна нумізматична колекція була заснована в 1835 році, в 1938 році її було долучено до Королівської бібліотеки.
Нумізматичний кабінет містить монети від давньоримських і давньогрецьких до сучасних, пам'ятні та нагородні медалі, жетони, а також банкноти. Загалом колекція містить 200 тисяч предметів, у тому числі: 83 000 монет, 37000 медалей, 18000 банкнот, чотирнадцять тисяч жетонів, 2000 гирьок, що використовувалися в старовину міняйлами для визначення ваги монет, 22000 нагородних медалей і 24000 інших предметів.

## Будівля бібліотеки
Будівлю бібліотеки було споруджено в 1954—1969 роках. Будівля займає площу 13 тисяч квадратних метрів, але загальна площа приміщень бібліотеки становить 67000 квадратних метрів. Бібліотека має 10 надземних і шість підземних поверхів. Загальна протяжність книжкових полиць — 150 кілометрів.

## Електронна бібліотека
Королівська бібліотека Бельгії заснувала в липні 2009 року електронну бібліотеку «Бельґіка» (Belgica) за зразком французької електронної бібліотеки Ґалліка. Передусім оцифровують найцінніші видання з фондів бібліотеки. Це переважно видання, пов'язані з історією й культурою Бельгії та найцінніші видання, що дійшли до нас у незадовільному стані.
Планують оцифрувати всі найважливіші журнали Бельгії. Їх можна буде переглядати через інтернет, шукаючи в усьому тексті документа.
Ресурси «Бельґіки» доступні ще через портал Europeana.